# 棒果榕
棒果榕（学名：Ficus subincisa）是桑科榕属的植物。分布在越南、泰国、不丹、印度东北部、老挝、缅甸、尼泊尔、锡金以及中国大陆的云南等地，生长于海拔1,000米至2,100米的地区，一般生于沟边、山谷和疏林中，目前已由人工引种栽培。

## 异名
- Ficus subincisa Buch.-Ham. ex J. E. Smith var. paucidentata (Miq.) Corner